# Oliver Graf (Fußballspieler)
Oliver Graf (* 26. August 1978) ist ein ehemaliger österreichischer Fußballspieler und nunmehriger -trainer.

## Karriere

### Als Spieler
Graf spielte mindestens ab 1989 in der Jugend des FK Austria Wien. Bei der Austria spielte er später auch für die Amateure, mit denen er in der Saison 1997/98 am ÖFB-Cup teilnahm und in der zweiten Runde am SK Rapid Wien scheiterte.
Im Jänner 1998 wechselte er zur SV Ried. Im März 1998 debütierte er für die Oberösterreicher in der Bundesliga, als er am 23. Spieltag der Saison 1997/98 gegen den VfB Admira Wacker Mödling in der Nachspielzeit für Gerald Strafner eingewechselt wurde. Im Mai 1998 stand er am 33. Spieltag gegen die Admira erstmals in der Startelf der Rieder, ehe er in der 65. Minute durch Jacek Berensztajn ersetzt wurde. In seiner ersten Saison bei Ried kam er zu sechs Einsätzen in der Bundesliga, in denen er ohne Torerfolg blieb. Die Saison beendete er mit dem Verein als Tabellenachter. In jener Saison gewann er mit dem Verein jedoch durch einen 3:1-Sieg im Finale gegen den SK Sturm Graz den ÖFB-Cup, Graf kam im Finale in der Nachspielzeit für Manfred Rothbauer ins Spiel. Durch den Sieg des Cups trat man im Juli 1998 im Supercup gegen die Grazer an, in dem sich die Steirer jedoch revanchierten und Ried mit 4:0 besiegten. Graf kam in jenem Spiel von Beginn an zum Einsatz, ehe er in der Halbzeitpause durch Rothbauer ersetzt wurde. Als Cupsieger nahm er mit Ried in der Saison 1998/99 auch am Europapokal der Pokalsieger teil, in dem Graf jedoch nicht eingesetzt wurde; Ried scheiterte in der zweiten Runde an Maccabi Haifa. In seiner zweiten Saison bei Ried kam er insgesamt zu drei Bundesligaeinsätzen für den Verein und beendete die Saison bereits wie in der Vorsaison auf dem achten Rang.
Nach eineinhalb Jahren bei Ried wechselte er zur Saison 1999/2000 zum Zweitligisten FCN St. Pölten. Im Juli 1999 absolvierte er gegen die Admira sein erstes Spiel für St. Pölten in der zweiten Liga. Sein erstes Tor in der zweithöchsten Spielklasse erzielte er im August 1999 bei einem 2:1-Sieg gegen die WSG Wattens. Bis zur Winterpause jener Saison kam er in 20 Zweitligaspielen zum Einsatz und erzielte dabei drei Tore. Allerdings wurde in dieser seinem Verein die Lizenz entzogen, woraufhin der Spielbetrieb eingestellt wurde und Graf zum viertklassigen SC-ESV Parndorf 1919 wechselte. Mit Parndorf beendete er die Saison als Vizemeister der Landesliga Burgenland.
Nach einem halben Jahr im Burgenland schloss er sich zur Saison 2000/01 dem Zweitligisten First Vienna FC an. Für die Wiener absolvierte er in jener Saison 19 Spiele in der zweithöchsten Spielklasse und erzielte dabei zwei Tore. Da er mit seinem Verein die Saison auf dem neunten Tabellenrang beendete, musste man in der Relegation um den Abstieg gegen den FC Lustenau 07 antreten. Nach einer Niederlage und einem Remis stieg er mit dem Hauptstadtklub aus der zweiten Spielklasse ab, Graf kam in beiden Partien von Beginn an zum Einsatz. Nach dem Abstieg wechselte er zur Saison 2001/02 zum Zweitligaaufsteiger ASKÖ Pasching. Für die Oberösterreicher kam er jedoch in keinem einzigen Zweitligaspiel zum Einsatz.
Nach einem halben Jahr in Pasching wechselte er im Jänner 2002 zum Ligakonkurrenten SC Untersiebenbrunn. Für die Niederösterreicher absolvierte er bis Saisonende zehn Spiele in der zweiten Liga, in denen er ohne Treffer blieb. Die Saison beendete er mit dem Verein auf dem vierten Tabellenrang. In der folgenden Saison 2002/03 absolvierte Graf 22 Zweitligaspiele und erzielte dabei ein Tor. Untersiebenbrunn konnte sich wie in der Vorsaison auf dem vierten Rang platzieren. Nach eineinhalb Jahren beim Verein wechselte er zur Saison 2003/04 zum Regionalligisten Wiener Sportklub. Für den WSK absolvierte er insgesamt elf Spiele in der Regionalliga und erzielte dabei ein Tor.
Bereits nach einem halben Jahr verließ er die Wiener wieder und schloss sich im Jänner 2004 dem viertklassigen SV Horn an. In seinen eineinhalb Jahren bei Horn absolvierte er 42 Spiele in der Landesliga und erzielte dabei vier Tore, mit dem Verein platzierte er sich in beiden Spielzeiten im oberen Mittelfeld mit den Plätzen fünf und sechs. Zur Saison 2005/06 wechselte er zum Ligakonkurrenten FC Tulln. Für Tulln kam er in jener Saison in 23 Spielen zum Einsatz und erzielte dabei vier Tore, allerdings musste er mit dem Verein als Vorletzter aus der Landesliga absteigen. Daraufhin wechselte er zur Saison 2006/07 zum SC Mannsdorf. Danach spielte er noch beim SC Mauerbach und beim SV Königstetten, ehe er nach der Saison 2009/10 seine Karriere beendete.

### Als Trainer
Nach seinem Karriereende kam Graf 2013 in die Akademie seines Jugendklubs FK Austria Wien, wo er zunächst die U-18-Mannschaft als Individualtrainer betreute. Ab der Saison 2013/14 fungierte er als Co-Trainer bei der U-16-Mannschaft der Austria. Diese Funktion hatte er bis zum Ende der Saison 2014/15 inne.
In der Saison 2016/17 betreute er als Cheftrainer die U-15-Mannschaft der Wiener. Im März 2019 wurde er Co-Trainer von Christoph Glatzer bei der zweitklassigen Zweitmannschaft der Austria.

## Erfolge
- Österreichischer-Cup-Sieger: 1998